# モノニクス
モノニクス（Mononykus　”一つの爪”の意味）は後期白亜紀のモンゴル(約7000万年前のネメグト層)より知られるやせた足をもつ獣脚類恐竜である。この足は軽快に二本脚で移動し、かなり早く走ることが可能で、彼らの住む開けた乾燥した平原では有用であったのだろう。頭骨は小さく、歯は点在しており、昆虫やトカゲや哺乳類などの小動物を食べていたことが示唆される。大きな目を持っており冷涼で捕食者の少ない夜間の狩が可能であったと見られる。モノニクスはもともと1993年にMononychusというつづりで名づけられた、しかしこの名はドイツの生態学者Johann Schueppelにより甲虫類に既に使用されていたため改名されることとなった。

## 特徴

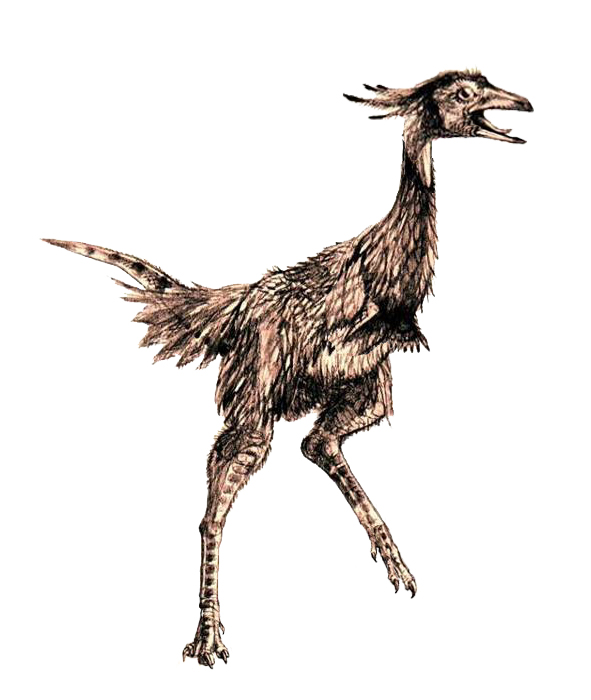
想像図

モノニクスは小さな恐竜で、全長はたった1メートルほどである。他に鳥のような癒合した手首の骨と竜骨状の胸骨で特徴付けられる。骨盤の三角形の断面や爪先の骨のプロポーションの違いなどを含むさまざまな骨格上の詳細な差異によって近縁種であるシュヴウイアやパルヴィカーソルと区別される。モノニクスは現在標本番号IGM N107/6の単一のホロタイプ標本で表される。この標本は尾を欠く部分骨格、完全な脳函を含む頭骨の小片のみで構成される。いくつかの他の標本が後にモノニクスのものと誤って分類されており、これには部分的な尾（初めに非常に短いものと解釈されたが、後の標本により長く薄いものであることが示された）や独特のほぼ歯のない完全な頭骨が含まれている。しかしながら、これらの標本は後に新しい属シュヴウイアに再分類された。これゆえ絵画や博物館の骨格展示のモノニクス復元は実は大部分シュヴウイアに基づいていることになる。モノニクスは1990年に公式に記載されたが、この属に所属すると見られる化石は何十年も前のアンドリュー隊の遠征で発掘されていた。アメリカ自然史博物館（AMNH）に所蔵されるこの標本には単に”鳥に似た恐竜”とだけラベルされている。しかしながらこの属に関する他の標本の再検討と時代の違い（AMNHの標本はより古い時代のジャドフタ層由来）から、この標本はモノニクスではなさそうである。

## 古生態
モノニクスはその近縁種とともにアルヴァレスサウルス科のメンバーであり、非常に奇妙な長さ約7.5センチメートルの大きな一本の爪（名前の由来となっている）をもつずんぐりした腕をもつ。他の二本の爪は消失している（しかしながらモノニクスの近縁種シュヴウイアでは痕跡的な2本の爪が大きな爪の横に存在する）。これらの高度に特殊化した腕の用途は未だ謎であるが、現在のアリクイのように蟻塚を壊すのに使い、主に昆虫を餌にしていたと示唆する科学者もいる。
モノニクスはよく羽毛をまとった姿で復元される。実際に近縁種のシュヴウイアでは羽毛の跡の化石が発見されており、アルヴァレスサウルス科は羽毛もしくは毛で覆われていた系統であることが明らかになっている。